# Dilok, Muncaci
Dilok (în ucraineană Ділок) este un sat în comuna Babîci din raionul Muncaci, regiunea Transcarpatia, Ucraina.

## Demografie
Componența lingvistică a localității Dilok
     Ucraineană (99,4%)
     Alte limbi (0,6%)
Conform recensământului din 2001, majoritatea populației localității Dilok era vorbitoare de ucraineană (99,4%), existând în minoritate și vorbitori de alte limbi.